# Favonius yamamotoi
Favonius yamamotoi är en fjärilsart som beskrevs av Tohru Uchida 1933. Favonius yamamotoi ingår i släktet Favonius och familjen juvelvingar. Inga underarter finns listade i Catalogue of Life.